# Teddy Pilette
Theodore "Teddy" Pilette (Bruxelas, 26 de julho de 1942) é um ex-automobilista da Bélgica. 